# 護得久御殿

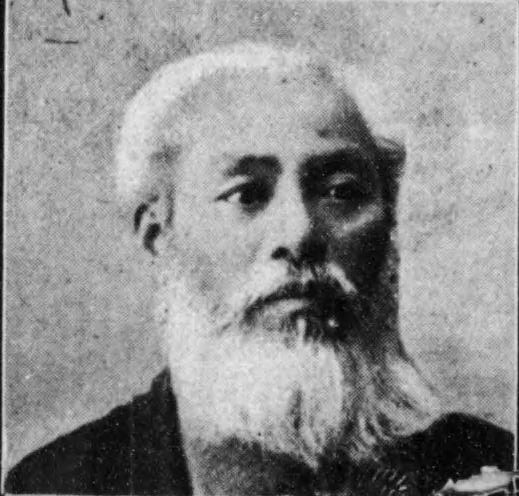
十三世・護得久朝常

護得久御殿（ごえくうどぅん、沖縄語：ぐいーくうどぅん）は、尚元王の長男・尚康伯、久米具志川王子朝通（1557年 - 1575年）を元祖とする琉球王族。第二尚氏の分家。王国末期には、越来間切（現・沖縄市）の按司地頭を務めた琉球王国の大名。
1世・朝通は尚元王の長男であったが、庶子のため王位には就けず、弟の尚永が即位した。2世・朝盈は尚質王の摂政を務めた。また、尚質王は即位前、一時朝盈の養子となっていた。12世・朝置は歌人として著名、14世・朝惟は、衆議院議員を務めた。

## 系譜
- 1世・久米具志川王子朝通
- 2世・尚享、久米具志川王子朝盈（尚久七男。朝通の養子となる）
- （3世）・尚質王（尚豊王四男。一時朝盈の養子となるも、後に即位。）
- 3世・久米中城按司朝清（金武御殿2世・金武王子朝貞の三男。朝盈の養子となる）
- 4世・具志川按司朝宏
- 4世・具志川按司朝孝
- 5世・具志川按司朝宜（玉城御殿四世・高嶺按司朝喜の長男。朝清の娘・真牛金の婿となり、朝孝の家督相続）
- 6世・田崎按司朝崇
- 7世・具志川王子朝利
- 8世・大田按司朝知
- 9世・具志川按司朝寛
- 10世・田場按司朝憲
- 11世・具志川按司朝睦
- 12世・具志川按司朝紀
- 12世・護得久按司朝置
- 13世・諸見里按司朝常
- 14世・護得久朝惟
- 15世・護得久朝章
- 16世・護得久朝剛
- 17世・護得久朝正
- 18世・護得久朝晃